# Ouaninou
Ouaninou est une localité située au nord-ouest de la Côte d'Ivoire dans la Région du Bafing. Il s'agit d'un chef-lieu de département, de commune et d'une sous-préfecture.                                                Le ministre Sanogo Mamadou est le député de Ouaninou.                                                  Diomandé Abdoul Ahmara est élu maire de la commune de Ouaninou le 02 septembre 2023.                                                       
Depuis le 14 juin 2009, Ouaninou devient un département avec pour sous-préfectures : Ouaninou, Koonan, Santa, Saboudougou, Gbélo et Gouékan.

## Géographie
Le département de Ouaninou est situé au Nord-Ouest de la Côte d'Ivoire dans la région du Bafing. Il est délimité au nord et à l’ouest par la République de Guinée, au sud par la sous-préfecture de Sipilou et à l’est par les sous-préfectures de Touba et de Foungbesso. Il compte 103 villages et 6 communes. Les communes de Ouaninou et de Koonan sont fonctionnelles.
Il compte six sous-préfectures que sont : Ouaninou, Koonan, Gbélo, Gouékan, Saboudougou et Santa pour une population globale de 65 981 habitants (recensement de 2021) repartie sur 103 villages.

## Relief
Le relief est dominé par les derniers contreforts de la dorsale guinéenne. Il est composé de hauts plateaux et de vallées, faisant de l’ensemble un merveilleux panorama touristique. Un relief de montagnes et de hauts plateaux
Le département de Ouaninou est constitué par des massifs montagneux composés de granit, de gneiss et de dolérites volcaniques relativement jeunes. Son sous-sol est riche en minerais et en matériaux organiques.
La zone est arrosée par 2 rivières, le Férédougouba au nord et le Yah à l’ouest. Ces deux cours d’eau constituent la frontière naturelle entre la Côte d'Ivoire et la République de Guinée. Mais c’est le Bên, affluent du Férédougouba qui est la principale rivière qui traverse de part en part le territoire du département.

## Végétation
Deux types de végétation se rencontrent dans la zone : la savane arborée au nord et au nord-est et la forêt au sud et à l’ouest. Le climat est du type tropical dit baouléen caractérisé par une saison humide de mai à octobre et une saison sèche de novembre à avril. La pluviométrie est suffisante et permet différents types de culture et d’élevage.

## Histoire

### Peuplement
Au XVe siècle, l’éclatement de l’empire du Mali puis de l’empire songhaï entraine dans la région un flux de populations issues du haut Niger et de la boucle du Niger, les malinkés (ou mandé du Nord). Ces populations trouvent sur place le groupe Dan ou Kla (mandé du Sud) qu’elles repoussent en forêt et dans les montagnes.
Les vagues successives de cette migration déterminante pour la région s’étalent sur près de quatre siècles. Vers 1550, les Diomande apparentés aux Camara de l’empire du Mali, après avoir quitté la région de la boucle du Niger, franchissent le fleuve Férédougouba, créent Missadougou avant de se fixer à Sianon et de conquérir toute la région du Bafing. Le mot Mahou, devenu le qualificatif de ces Diomande signifierait « lointain » pour désigner ces populations qui s’étaient fixées très loin de leurs frères d’origine et de leurs points de départ.
D’autres familles malinké, qui arrivent au fil des siècles constituent la souche des familles actuelles, notamment les Bamba, les Koné, les Fadika, les Touré, les Bakayoko, les Sanogo, les Diabaté, les Soumahoro, les Sidibé, les Traoré, les Kourouma ou Doumbia, les Dosso ou Fofana, etc. Avec elles apparaît dans la région la religion musulmane, surtout après la destruction de l’empire Songhaï en 1591 par le pacha Djouder, envoyé du sultan du Maroc.
L’histoire de la région dans la deuxième moitié du XIXe siècle est marquée par l’épopée de Samory Touré qui avait constitué un empire à l’est du Niger. Subissant la pression coloniale française au Soudan, il se déplace progressivement, après 1890, vers le Nord de la Côte d’Ivoire où il continua sa résistance jusqu’à son arrestation à Guélémou en 1898.

## Société et organisation sociale
La population se repartit entre deux groupes sociaux, les Mahouka et les Yacouba ou Kla  qui sont les appellations locales des ethnies Malinké d’une part et Dan de l’autre. Ces deux groupes ont connu une acculturation importante créant une société relativement homogène soumise à une organisation sociale patrilinéaire stricte de type malinké en matière de descendance, de statut, d’héritage et de succession.

### Les Mahouka ou Malinké
La société malinké précoloniale et actuelle est dirigée par l’aristocratie animiste des tontigui maîtres chasseurs, chefs de terre, cultivateurs et marchands.
L’unité fondamentale de la société malinké est la famille patriarcale étendue, le lu ou gba (concession) qui regroupe généralement un patriarche, le fa ou le va avec ses frères cadets et ses fils, leurs épouses et leurs enfants ainsi que quelques clients ou étrangers en voie d’assimilation. L’habitat de ce noyau est appelé le « lu », plusieurs « lu » forment le booda (quartier). Le fa est le chef du lu et son titre est lutigui ou gbatigui.
Le lu se scinde généralement quand s’éteint la plus vieille génération. Tant qu’il ne se segmente pas le remplacement du fa est assuré selon la succession en « Z », la fonction passant d’aîné à cadet, jusqu’à épuisement de la génération la plus âgée avant d’échoir successivement dans le même ordre, à ses fils classificatoires. La famille étendue ou lignage qui correspond au minimum à trois ou quatre générations est appelée « kabla ». Son habitat qui peut couvrir un ou plusieurs quartiers portent le nom du fondateur augmenté du suffixe « la » qui veut dire « chez ». L’on a par exemple à Ouaninou les quartiers « Vayala » (chez les descendants de l’ancêtre Vaya) et « Louala » (chez les descendants de l’ancêtre Loua).
Les Malinké vivent en « clans » dans des gros villages appelés « so », « dougou » ou « la » ou « da ». En effet tout individu malinké appartient nécessairement à un clan déterminé, qu’il soit noble, captif ou ñanmakala et cela se détermine par le nom patronymique « jamou » qu’il porte par la naissance.
Le clan malinké n’est d’ailleurs ni un groupe constitué ni un groupe résidentiel. Il est dispersé sur d’immenses espaces et figure souvent au sein de plusieurs groupes ethniques. Ainsi l’on trouve des clans Diomandé, Koné et Bamba aussi bien parmi les Mahouka que parmi les Kla. Le clan n’a aucune personnalité politique ou religieuse.
La sinankuya, et le lassiya (alliance ou parenté à plaisanterie) unit les clans par paires ou par groupes et même des ethnies entières, créant une chaîne de solidarité et d’alliance efficaces.
Le biraña ou blagnan qui est l’alliance matrimoniale unit les familles, les lignées et les clans. Seuls les lignages et non les clans sont exogames. Il y a mariage préférentiel entre cousins croisés mais limité à la fille de l’oncle maternelle et un accent est mis sur la dot. Le lévirat est une pratique générale.
L’organisation religieuse distingue deux types de pratiques : les animistes appelés toundigui qui sont majoritaires et les islamisés appelés mègnandé qui sont minoritaires et spécialisés mais parfaitement bien intégrés à la société.
Le groupement de plusieurs villages (dougou) forment le Kafo (le canton) et l’ensemble de plusieurs Kafo constitue le Jamanan ou yaman la nation ou l’État Malinké.

### Les Kla ou Dan locaux
Les Kla plus connus sous le nom de Yacouba et leurs familles alliées (Toura) peuvent être considérés comme les mandés du sud qui se différencient des Malinké par des dialectes distincts et des croyances généralement animistes, une segmentation patronymique plus courte et une organisation sociale moins stratifiée (inexistence des gnamakala) et une occupation spatiale réduite. Toutefois à la faveur des alliances et des déplacements des populations au cours de l’histoire, sont nés une assimilation mutuelle et un métissage entre les deux groupes qui rendent difficile aujourd’hui une différenciation entre eux. Ainsi, les patronymes Diomandé, Bamba, Koné se retrouvent majoritaires dans les groupes Kla comme dans les groupes Malinké. Ceux qui les portent occupent le plus souvent les positions de chef coutumier et de propriétaires terriens dans les deux groupes.
L’histoire précoloniale a été marquée par l’existence de quelques entités sociopolitiques de type étatique voire monarchique bien connues dans le Mahou comme le « Gbo Ni Kawa » constituée d’une alliance séculaire entre les grandes familles Diomandé et Bamba. Elle était organisée de manière étatique autour de sept villages Diomandé de base avec pour capitale Ouaninou pour les Diomandé « Gbo Ka » d’un côté et de sept villages Bamba de base avec Koonan comme capitale pour les Bamba « Kawa Ka » de l’autre. Ce sont ces deux « villages-capitales » qui ont été érigés en chef-lieu des sous préfectures de Ouaninou et de Koonan depuis les années 1970.

### Démographie
Le département de Ouaninou est une cité cosmopolite dont le corps social est composé de populations aux origines et nationalités diverses. La zone est une véritable aire d'intégration sous régionale favorisant ainsi son essor économique.
Selon les résultats du dernier recensement de la population et de l'habitat effectué en 2021 par l'État de Côte d'Ivoire, le département de Ouaninou compte 65 981 habitants repartis comme suit :
- Hommes : 33 801 habitants;
- Femmes : 32 180 habitantes;
- 10 815 ménages. Ladite population est composée essentiellement de Mahou Malinké et de Kla Dan représentant respectivement les deux groupes mandé (du Nord et du Sud). C’est une population à 60 % jeune.

## Économie
La population de la zone de Ouaninou est essentiellement paysanne et l’économie repose sur l’agriculture. En outre sa position à la limite de la savane, zone de passage et d’échange, est favorable au développement de l’élevage et du commerce auxquels s’adonne une bonne partie de la population.

### Agriculture
La principale culture vivrière est le riz : essentiellement riz pluvial, mais la culture du riz irrigué se développe de plus en plus, avec des rendements plus élevés (près de 6 000 kilos à l’hectare). La production annuelle de riz pour la région est d’environ 10 000 tonnes.
L’exploitation est encore de type traditionnelle. Chaque famille réalise en moyenne un champ de moins de trois hectares. Les principales productions vivrières restent le riz et les tubercules (ignames, manioc, patate douce, maïs).
Dans la région du Bafing, c’est le département de Ouaninou qui a les types de sol propices à la culture de la pomme de terre, de l’oignon, des tomates, de tabac, de jatropha, de coton et des agrumes.
La pomme de terre a en effet été cultivée autrefois dans la zone de Ouaninou aussi bien au temps colonial qu’après l’indépendance.
Le coton a été il n’y a pas longtemps, la principale culture de rente. Les quantités produites étaient comparables à celles des régions de Boundiali et de Mankono. Malheureusement, des problèmes de commercialisation et l’absence d’usine de traitement de la récolte ont découragé la production massive. Dans la partie sud et ouest de Ouaninou l’on produit le café, le cacao, l’hévéa et le palmier à huile. Même si les quantités produites sont loin d’être comparables à celles des régions du Sud, ces cultures méritent d’être encouragées.
Les rendements s’améliorent et on assiste à la mise en place de groupements agricoles dont la plus grande est la coopérative agricole Fassodia-Corido de Ouaninou qui regroupe près de 3 000 agriculteurs repartis sur le département. Cela correspond à une avancée vers la modernisation du secteur.
La culture de l’anacarde connaît un engouement certain auprès de la population grâce à une revalorisation des prix bords champs aux producteurs

### Élevage
Il existe un cheptel important de caprins et de bovins d’une race locale (n’dama) très appréciée pour sa viande et sa résistance aux maladies tropicales. Mais la forme d’exploitation reste encore l’élevage de type traditionnel. Néanmoins, des cadres de la région mènent des expériences de création de ranches d’élevage de bœufs qui atteignent parfois les cinq cents (500) têtes.

### Commerce
Quatre marchés séculaires constituent les centres d’échanges dans le département de Ouaninou. Ce sont : Ouaninou, Santa, Soula et Saboudougou. Les niveaux d’équipement sont variables. Mais par leur dynamisme ils ont tous un rayonnement national et même international du fait de leur fréquentation par des opérateurs économiques de la Guinée proche et des villes ivoiriennes. Ils sont aussi couplés d’un marché à bétail international important à Chodougou.
Il existe des marchés secondaires dans plusieurs villages centres tels que : Gouékan, Mandougou, Gbélo, Tiahoué, Koonan, Ganhoué, Férentella, etc.

### Artisanat
Les pratiques de la forge, de la poterie, du tannage, du tissage et autres menuiseries sont séculaires dans la zone. La production dans ces domaines satisfaisait, il n’y a pas longtemps les besoins d’équipement technique de la population. Mais depuis près d’une décennie, la pratique de la culture attelée, l’usage des ustensiles en plastique et l’inondation du marché par du textile d’importation ont bouleversé le marché de l’artisanat. Les producteurs essaient de s’adapter tant bien que mal. En tout état de cause, on peut encore trouver sur les marchés, de beaux vases de poterie, des pagnes de cotonnade « malékê » et des chaussures en cuir de fabrication locale.